# Technische Akademie Esslingen
Die Technische Akademie Esslingen e.V. (TAE) ist ein Weiterbildungsinstitut in Ostfildern.

## Geschichte
In den Jahren nach dem Zweiten Weltkrieg herrschte in Deutschland Fachkräftemangel: Durch Kriegstote und -gefangene sowie die Gründung der Bundeswehr fehlten dem Arbeitsmarkt viele junge Arbeitskräfte. Parallel stieg durch das Wirtschaftswunder der Bedarf an Fachkräften stark an.
Um heimische Arbeitskräfte und angeworbene Gastarbeiter bedarfsgerecht zu qualifizieren, gründeten örtliche Unternehmen Vorformen der Technischen Akademie Esslingen. Aus dem Radio-Club Esslingen, der sich 1946 dem W.B.R.C. (Radioclub Esslingen als Ortsverband im Württemberg-Badischen Radio-Club) angeschlossen hatte, entstand 1952 der Verein für technischen Fortschritt. 1955 fanden in Esslingen erste Lehrgänge als Außenstelle der Technischen Akademie Wuppertal e.V. statt. Zehn Jahre später wurde der Verein Technische Akademie Esslingen e. V. gegründet, um Techniker und Ingenieure mit abgeschlossener Berufsausbildung durch Weiterbildung auf den neusten Stand der Technik zu bringen.
1969 bezog die Akademie das Otto-Kögler-Haus in Esslingen am Neckar, 1976 folgte der Umzug nach Ostfildern-Nellingen. 1995 fusionierte die Akademie mit der Medizinisch Technischen Akademie Esslingen (MTAE).

## Aktivitäten
Heute geben Experten aus Wissenschaft und Praxis ihr Wissen in Seminaren, Zertifikatslehrgängen und Fachtagungen an der TAE weiter. Alle zwei Jahre findet beispielsweise mit rund 700 Teilnehmern das größte europäische Tribologie-Kolloquium in Ostfildern statt. Tribologie-Experten aus über 50 Ländern treffen hier zusammen. Als Institut des Kontaktstudiums der Universität Stuttgart, der Universität Hohenheim, der Hochschule Esslingen und der Hochschule für Technik Stuttgart führt die TAE pro Jahr etwa 1000 Veranstaltungen in folgenden acht Bereichen durch:
- Maschinenbau, Fahrzeugtechnik und Tribologie
- Mechatronik und Automatisierungstechnik
- Elektrotechnik, Elektronik und Energietechnik
- Informationstechnologie
- Medizintechnik
- Bauwesen
- Betriebswirtschaft und persönliche Arbeitskompetenz
- Management und Führung

Ferner ist die TAE akkreditierter Bildungsträger der Gesellschaft für Technische Kommunikation für die Weiterbildung zum Technischen Redakteur. Außerdem werden individuelle Weiterbildungskonzepte für Unternehmen zum Thema Mitarbeiterqualifizierung entwickelt und Inhouse-Schulungen in allen Geschäftsbereichen unter Berücksichtigung spezieller Firmenbedürfnisse durchgeführt.

## Studiengänge
Darüber hinaus bietet die TAE in Kooperation mit verschiedenen Hochschulen berufsbegleitende Studiengänge an, die zu staatlich anerkannten Abschlüssen führen:

Bachelor-Studiengänge:
- Maschinenbau (Bachelor of Engineering)
- Elektrotechnik / Mechatronik (Bachelor of Engineering)
- Wirtschaftsingenieurwesen (Bachelor of Engineering)
- Wirtschaftsinformatik (Bachelor of Science)
- Wirtschaftspsychologie (Bachelor of Arts)
- Frühpädagogik (Bachelor of Arts)
- Kindheitspädagogik (Bachelor of Arts)
- Medizinalfachberufe (Bachelor of Arts)
- Sicherheitsmanagement (Bachelor of Arts)
- Tourismusmanagement (Bachelor of Arts)
- Gesundheitsmanagement (Bachelor of Arts)

- Soziale Arbeit (Bachelor of Arts)

Master-Studiengänge:
- Mechatronik (Master of Engineering)
- Embedded Systems (Master of Science)
- MBA Management and Production (Master of Business Administration)
- Strategisches Innovationsmanagement (Master of Arts)
- Angewandte Künstliche Intelligenz (Master of Science)
- Wasserstofftechnologie und -wirtschaft (Master of Science)
- Digital Transformation Management (Master of Arts)
- Gesundheitsmanagement (Master of Arts)
- Angewandte Gesundheits- und Therapiewissenschaften (Master of Arts)

Kooperationspartner für diese Programme sind die Fachhochschule Südwestfalen, die Hochschule Pforzheim, die Hochschule Esslingen, die Hochschule für Wirtschaft und Umwelt Nürtingen-Geislingen, die Technische Hochschule Ingolstadt, die Dresden International University, die Rheinische Hochschule Köln und die DIPLOMA Hochschule Nordhessen.

## Berufsfachschule und Fachschule MTAE
Die Medizinisch Technische Akademie Esslingen (MTAE) (gegründet 1976) ist seit 1995 Teil der Technischen Akademie Esslingen und hat sich auf medizinisch-technische Inhalte spezialisiert. Die Medizinisch Technische Akademie Esslingen (MTAE) ist eine private Fach- und Berufsfachschule und deutschlandweit der einzige Ort, an dem Medizintechniker, Medizinische Technologen der Fachrichtungen Laboratoriumsmedizin (MTL) und Radiologie (MTR) sowie praxisanleitende Personen von erfahrenen Dozenten aus Industrie und Forschung unter einem Dach ausgebildet werden.

## Vereinsstruktur
Der TAE e.V. ist ein gemeinnütziger, eingetragener Verein und wird vom Vorstandsvorsitzenden Michael Walz geleitet. Der Aufsichtsrat besteht aus sieben Personen unter der Leitung von Dr. Karsten Kensbock. Die Mitglieder des Aufsichtsrates werden vom Kuratorium auf Vorschlag des bisherigen Aufsichtsrats gewählt. Der Vorsitzende des Aufsichtsrates sowie sein Stellvertreter werden vom Aufsichtsrat aus seiner Mitte gewählt.
Gemäß Satzung besteht das Kuratorium unter anderem aus Rektoren der Universitäten des Kontaktstudiums, den Oberbürgermeistern von Ostfildern und Esslingen sowie des Präsidenten der IHK-Bezirkskammern Esslingen.
Mitglieder sind vorwiegend mittelständische Unternehmen aus dem süddeutschen Raum, unter anderem Balluff GmbH, Festo AG & Co. KG, Mahle International GmbH, Müller-Weingarten AG, Pilz GmbH & Co. KG sowie die Rich. Hengstenberg GmbH & Co. KG. Zu den Mitgliedern zählen aber auch die Audi AG, die Robert Bosch GmbH Somfy GmbH, die Carl Zeiss AG, die ZF Friedrichshafen AG oder das ZDF.

## Veröffentlichungen
- 30 Jahre Technische Akademie Esslingen, (Festschrift mit den Reden vom 29. März 1985 zum 30. Jahrestag der Gründung), Ostfildern 1985.
- Jürgen Beyer: Kompetenz 2000: mit Führungswissen zum Unternehmenserfolg, Expert-Verlag, Ehningen 1992, ISBN 978-3-816908043.

## Periodika
- TAE-Report: Organ der Technischen Akademie Esslingen, 1977 bis 1994.
- TAE aktuell: Zeitung und Fachartikel der Technischen Akademie Esslingen für die berufliche Fort- und Weiterbildung, Ab Januar 1995 bis heute, ISSN 0947-9961.
- TAE-News: elektronisch